# Tan Hian Goan
Tan Hian Goan était un joueur international de football chinois et indonésien. Son poste était attaquant.

## Biographie
Il a participé avec les Indes orientales néerlandaises aux Jeux de l'Extrême-Orient 1934, réalisant un triplé contre le Japon, faisant de lui un des deux meilleurs buteurs de la sélection avec trois buts, en compagnie de Ludwich Jahn.
Étant d'origine chinoise, il est sélectionné par la Chine pour disputer les Jeux olympiques de 1936 à Berlin, sous le nom de Tio Hian Guan (en mandarin 張顯元). Bien qu'ayant fait la préparation pour les Jeux, il ne dispute pas le match du premier tour contre la Grande-Bretagne, perdu deux buts à zéro.